# Woodstock – The Lost Performances
Woodstock – The Lost Performances ist ein im Jahr 1990 veröffentlichter Dokumentarfilm über das Woodstock-Festival. Er besteht aus Filmmaterial, das für den Vorgängerfilm Woodstock aus dem Jahr 1970 noch nicht verwendet worden ist. Dieser Zusammenschnitt ist ausschließlich als Videocassette vermarktet worden.
| Interpret               | Titel                     |
| ----------------------- | ------------------------- |
| The Band                | The Weight                |
| Joe Cocker              | Let’s Go Get Stoned       |
| Canned Heat             | Going Up The Country      |
| Paul Butterfield        | Drifting Blues            |
| Arlo Guthrie            | Walking Down The Line     |
| Blood, Sweat & Tears    | More & More               |
| Country Joe McDonald    | Rock Around The World     |
| John Sebastian          | Darling Be Home Soon      |
| Sly & the Family Stone  | Love City                 |
| Tim Hardin              | If I Were a Carpenter     |
| Tim Hardin              | Rain Chant                |
| Melanie                 | Birthday Of The Sun       |
| Joan Baez               | We Shall Overcome         |
| Crosby, Stills and Nash | Marrakesh Express         |
| Crosby, Stills and Nash | Blackbird                 |
| Janis Joplin            | Work Me Lord              |
| Richie Havens           | Strawberry Fields Forever |